# Amstel Gold Race 1987
L'Amstel Gold Race 1987 fou la 22a edició de l'Amstel Gold Race. La cursa es disputà el 25 d'abril de 1987, sent el vencedor final el neerlandès Joop Zoetemelk, que s'imposà en solitari en la meta de Meerssen.
163 ciclistes hi van prendre part, acabant la cursa 70 d'ells.

## Classificació final
|    | Ciclista          | Equip        | Temps      |
| -- | ----------------- | ------------ | ---------- |
| 1  | Joop Zoetemelk    | Superconflex | 6h 12' 51" |
| 2  | Steven Rooks      | PDM          | + 30"      |
| 3  | Malcolm Elliott   | ANC-Halfords | + 32"      |
| 4  | Teun van Vliet    | Panasonic    | + 34"      |
| 5  | Bruno Cornillet   | Hitachi      | + 40"      |
| 6  | Phil Anderson     | Panasonic    | + 1' 34"   |
| 7  | Eddy Planckaert   | Panasonic    | + 1' 37"   |
| 8  | Nico Verhoeven    | Superconflex | m. t.      |
| 9  | Adri van der Poel | PDM          | m. t.      |
| 10 | Theo de Rooij     | Toshiba      | + 1' 41"   |